# Aeródromo Las Alpacas
El Aeródromo Las Alpacas (OACI: SCAJ) es un terminal aéreo ubicado cerca de Retiro, en la Provincia de Linares, Región del Maule, Chile. Es de propiedad privada.